# Godegård
Godegård est une localité de Suède dans la commune de Motala située dans le comté d'Östergötland.
Sa population était de 198 habitants en 2015.